# Star Ruby
Star Ruby（スタールビー）とは、オブジェクト指向スクリプト言語 Rubyの、2Dゲーム開発のための拡張ライブラリである。星一によって開発された。スーパーファミコン風のゲームを開発することを目的としている。

## 特徴

### 描画
減色、加色、彩度変更、色相回転などの色調を変更するエフェクトや、拡大縮小、回転などの幾何変換まで、豊富なエフェクトが自由に使える。加算、減算合成、マスク処理なども可能である。
スーパーファミコンのゲームでよく使われる透視座標変換を、Star Rubyでは簡単に実現できる。
Star Rubyの描画の基本概念は、「テクスチャ」と呼ばれるオブジェクトしかない。PNG画像ファイル、最終出力画面、中間バッファすべてがテクスチャである。つまり、ほとんどの描画操作が「テクスチャからテクスチャへの描画」だけで済む。さらに、テクスチャ描画の際、描画エフェクトを自由にかけることができる。
テクスチャはフルカラー、αチャンネル付きの32ビットビットマップ。 PNG形式のファイルとして出力することが可能である。

### 入力
キーボード、ゲームパッド、マウスに対応している。

### サウンド
Ogg、 WAVの形式に対応している。
BGMの一時停止、途中からの再生が可能。

### マルチプラットフォーム
Windows、Linux、macOSで動作する。

### 他のライブラリとの連携
各クラスは、ゲームに限らずなるべく独立して使えるように設計されている。
たとえば、 GUIライブラリであるRuby-GNOME2などのウィンドウに、 Star RubyのTextureを描画することも可能となっている。

### オープンソース
MITライセンスを採用している。ただし、ライセンスがLGPLであるSDLを使用しているので、それらを含めて全体としてはLGPLとなる。